# Zillya!
Zillya! Антивирус —  антивирус от украинской антивирусной лаборатории «Лаборатория Zillya!», первая версия которого появилась в апреле 2009 года. Предоставляет пользователю защиту от вирусов, троянских программ, шпионских программ, руткитов, рекламных программ, а также неизвестных угроз с помощью проактивной защиты.
Zillya! Антивирус доступен как на PC, так и на устройстве под управлением Andoid.